# تريفور إرهارت
تريفور إرهارت هو لاعب هوكي الجليد كندي، ولد في 27 نوفمبر 1962 في كالغاري في كندا.

## وصلات خارجية
- تريفور إرهارت على موقع EliteProspects.com (الإنجليزية)
- تريفور إرهارت على موقع Eurohockey.com (الإنجليزية)
- تريفور إرهارت على موقع HockeyDB.com (الإنجليزية)